# Petru Drăgan
S-a născut la data de 2 februarie 1932 la Jimbolia, jud. Timiș.
Și-a început educația la Școala Primară din Jimbolia, continuând apoi la Liceul „C. D. Loga” din Timișoara. A absolvit în 1957 Facultatea de Medicină Generală din Timișoara, fiind șef de promoție și bursier republican.
Între 1957 și 1959 a lucrat ca și medic de medicină generală la Bocșa Română. În anul 1959 și-a început activitatea în cadrul Clinicii de Urologie a Universității de Medicină din Timișoara, parcurgând toate etapele de promovare, de la Preparator Universitar, până la Profesor Universitar, titlu care i-a fost conferit în 1990.
A efectuat numeroase specializări în țară și străinătate, dintre care menționăm o bursă Fullbright la Departamentul de Urologie a Universității California din Los Angeles (1969-1970).
Între 1975 și 1976 a lucrat ca și Profesor de urologie la Universitatea din Monrovia, Liberia.
Activitatea sa didactică, științifică și medicală a fost extrem de vastă: a fost un adevărat conducător de școală medicală urologică, a introdus 15 intervenții chirurgicale noi în activitatea curentă, a fost promotorul introducerii endourologiei joase din Timișoara și din țară. A efectuat în 1981 primul transplant de rinichi prelevat de la cadavru din România, fiind unul dintre pionerii transplantului renal în țară.
A publicat peste 200 de articole și lucrări în reviste de prestigiu nationale și internationale, a realizat în calitate de redactor și autor un număr de 15 monografii; a coordonat de asemenea, în calitate de Redactor șef, evista Timișoara Medicală.  
A fost membru a numeroase Asociații și Societăți de specialitate, dintre care amintim: Academia de Științe Medicale, Asociația Română de Urologie, Asociația Română de Endourologie (membru fondator), Asociația Europeană de Urologie, Societatea Internațională de Urologie, Asociația Americană de Urologie, Uniunea Medicală Balcanică, Consiliul Național al Prostatei. A fost membru de onoare al Societății Sud-Est Germane de Urologie și al Societăților Urologilor din Republica Moldova.
Profesorul Petru Drăgan a primit de-a lungul activității sale numeroase distincții și premii, dintre care amintim: Ordinul Muncii clasa a III-a (1979), Ordinul național Pentru Merit în grad de Mare Ofițer (2000), Cetățean de Onoare al Orașului natal, Jimbolia (1966), Cetățean de Onoare al Municipiului Timișoara (2002).